# Kazi Zafar Ahmed

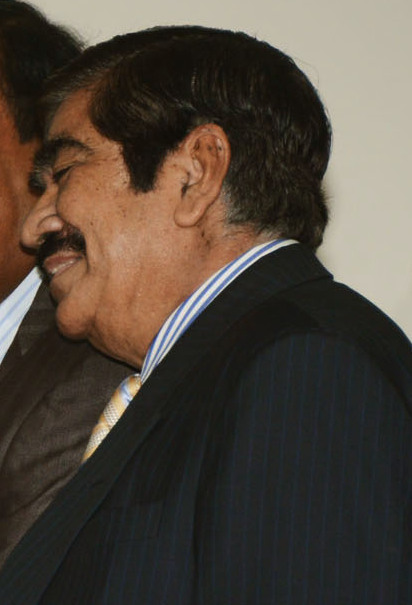
Kazi Zafar Ahmed.

Kazi Zafar Ahmad (bengalisch কাজী জাফর আহমেদ Kājī Jāphar Āhamed, ˈkɑːzi ˈzɑːfɑːr ˈɑːxmɛd; geb. 1. Juli 1939, Chauddagram Upazila, Bengalen, Britisch-Indien gest. 27. August 2015, Dhaka, Bangladesch) war ein Politiker in Bangladesch. Zuletzt gehörte er der Jatiya Party an. Er war von 1989 bis 1990 Premierminister von Bangladesch.

## Leben

### Jugend
Ahmed wurde 1939 in Kazi Bari, Cheora, Chauddagram Upazila, Kumilla, geboren. Der Ort gehörte zum damaligen Britisch-Indien. Sein Vater war Cheora Kazi Bari. Er war ein Freiheitskämpfer und Studentenführer an der University of Dhaka. Dort erwarb er einen Master in Geschichte.

## Karriere
Ahmed war Maoist. Von 1962 bis 1963 diente er als Generalsekretär der East Pakistan Chattra Union. 1966 schloss er sich der Maoist Communist Party an und wurde Gewerkschaftsfunktionär. Er war hauptsächlich damit beschäftigt, die Arbeiter im Tongi Industrial Area zu organisieren. Während des Bangladesch-Krieges arbeitete er für das Provisional Government of Bangladesh (Mujibnagar Government).
Nach der Unabhängigkeit schloss er sich der National Awami Party von Maulana Bhashani an und wurde deren Generalsekretär. Er unterstützte die Ideologie eines Islamischen Sozialismus von Bhashani. Er erklärte, dass er eine verantwortungsbewußte Oppositionspartei gründen würde. 1974 gründete er die United Peoples’ Party (UPP) mit Captain Abdul Halim Chowdhury. Er arbeitete auch mit der People’s Democratic Party unter Präsident Ziaur Rahman zusammen, nachdem dieser durch ein Referendum an die Macht gekommen war. Ahmed wurde Bildungsminister.
Ahmed spielte auch eine führende Rolle für die anti-militärische Haltung von Präsident Hussain Muhammad Ershad. Allerdings erlebte Bangladesch seit 1975 große Umwälzungen in der Politik und Parteiführer verließen ihre alten Parteien und schlossen sich neuen an. Ahmed löste seine UPP auf und schloss sich Präsident Ershads Jatiya Party an. Am 3. Juli 1985 wurde er zum Minister im Kabinett von Ershad ernannt. Ershad ernannte Ahmed am 3. März 1988 zum stellvertretenden Premierminister unter Premierminister Moudud Ahmed. Er verteidigte am 6. Juni 1988 die Entscheidung von Ershad, Islam zur Staatsreligion von Bangladesch zu machen, als Schritt gegen den Fundamentalismus. Er diente in der Regierung von Ershad als Handelsminister (1986–1989). Im August 1989 wurde er zum Premierminister ernannt als Ersatz für Moudud Ahmed, der Vizepräsident wurde. Er diente als Premierminister von August 1989 bis 6. Dezember 1990. Nachdem Ershad zurückgetreten war, floh er nach Indien. Er wurde verspottet als Sugar Zafar wegen seiner Verwicklung in den Diebstahl einer Zuckerlieferung. Ahmed kritisierte Ershad für den Anschluss an die Regierung der Awami-Liga 1997 und gründete seine eigene Partei, die Jatiya Dal, welche zusammen mit der Bangladesh Nationalist Party die Opposition bildete. Ershad wurde verhafte, als er die Macht verlor und wurde 1996 wieder freigelassen, nachdem die Awami-Liga an die Macht kam.
Ahmed dagegen wurde im November 1999 wegen Anklagen wegen Korruption in einem Fall von Missbrauch von Geldern, die für ein Waisenhaus bestimmt waren, von einem Gericht in Dhaka zu 15 Jahren Haft verurteilt. Er zog nach Australien und ersuchte erfolgreich um Asyl. In Australien konnte er eine Behindertenrente des Staates gewinnen, um Behandlungen seiner Niere zu finanzieren. John Howard, der Premierminister von Australien, berief eine Untersuchung ein, wie Ahmed das Asyl erworben hatte.
2008 kandidierte Ahmed wieder in den Wahlen für den Wahlkreis Comilla-11. Ahmed kritisierte Ershad 2014 als Präsidiumsmitglied Jatiya Party erneut für dessen Zustimmung sich an den Wahlen 2014 zu beteiligen, welche von der Koalitionsregierung der Awami-Liga durchgeführt wurden. Am 5. Mai 2013 beteiligte er sich an einer Kundgebung der radikalislamischen Gruppierung Hefazat-e Islam in Motijheel. Daraufhin wurde er von Ershad aus der Jatiya Party ausgeschlossen, wobei er wenige Stunden später noch versuchte Ershad aus der Jatiya Party auszuschließen. Danach gründete er eine eigene Fraktion der Jatiya Party. Golam Moshi schloss sich dieser Ahmed Faction der Jatiya Party an. Im Januar 2014 schloss er sich mit seiner Partei schließlich der Allianz von 20 Parteien unter Führung der Bangladesh Nationalist Party an.

## Familie
Ahmed war verheiratet mit Momtaz Begum. Sie hatten drei Töchter: Kazi Joya Ahmed, Kazi Sonia Ahmed und Kazi Rona Ahmed.

## Tod
Ahmed starb am 27. August 2015 im United Hospital in Dhaka.